# 浅井晶子
浅井 晶子（あさい しょうこ、1973年 - ）は、日本のドイツ語翻訳家。

## 人物・来歴
大阪府生まれ。京都大学大学院人間・環境学研究科博士課程単位認定退学。
『行く、行った、行ってしまった』（ジェニー・エルペンベック)の翻訳で、2021年度日本翻訳家協会賞〈翻訳特別賞〉受賞。

## 翻訳
- 『太陽通り ゾンネンアレー』（トーマス・ブルスィヒ、三修社） 2002.11
- 『鮮やかな影とコウモリ ある自閉症青年の世界』（アクセル・ブラウンズ、インデックス出版） 2005.1
- 『カレーソーセージをめぐるレーナの物語 』（ウーヴェ・ティム、河出書房新社、Modern & classic） 2005.6
- 『愛するとき死ぬとき (フリッツ・カーター、論創社、ドイツ現代戯曲選30） 2006.4
- 『アフリカで一番美しい船』（アレックス・カピュ、ランダムハウス講談社） 2008.11
- 『ノック人とツルの森』（アクセル・ブラウンズ、河出書房新社、Modern & classic） 2008.8
- 『シルフ警視と宇宙の謎 (ユーリ・ツェー、早川書房、ハヤカワepiブック・プラネット） 2009.8
- 『占領都市ベルリン、生贄たちも夢を見る』（ピエール・フライ、長崎出版） 2010.1
- 『兵士はどうやってグラモフォンを修理するか』（サーシャ・スタニシチ、白水社、エクス・リブリス） 2011.2
- 『真昼の女』（ユリア・フランク、河出書房新社） 2011.4
- 『リスボンへの夜行列車』（パスカル・メルシエ、早川書房） 2012.3
- 『緩慢の発見』 (シュテン・ナドルニー、白水社、エクス・リブリス） 2013.10
- 『〈5〉のゲーム』（ウルズラ・ポツナンスキ、ハヤカワ・ミステリ文庫） 2014.10
- 『沈黙の果て』（シャルロッテ・リンク、創元推理文庫） 2014.9
- 『世界収集家』（イリヤ・トロヤノフ、早川書房） 2015.11
- 『悪徳小説家』（ザーシャ・アランゴ、創元推理文庫） 2016.7
- 『失踪者』（シャルロッテ・リンク、創元推理文庫） 2017.1
- 『憎しみに抗って 不純なものへの賛歌』（カロリン・エムケ、みすず書房） 2018.3
- 『トニオ・クレーガー』（トーマス・マン、光文社古典新訳文庫） 2018.8
- 『なぜならそれは言葉にできるから 証言することと正義について』（カロリン・エムケ、みすず書房） 2019.10
- 『トリック』（エマヌエル・ベルクマン 新潮社、新潮クレスト・ブックス） 2019.3
- 『国語教師』（ユーディト・W・タシュラー、集英社） 2019.5
- 『ある一生』（ローベルト・ゼーターラー、新潮社、新潮クレスト・ブックス） 2019.6
- 『イエスの意味はイエス、それから…』（カロリン・エムケ、みすず書房） 2020.10
- 『誕生日パーティー』（ユーディト・W・タシュラー、集英社） 2021.5
- 『行く、行った、行ってしまった』（ジェニー・エルペンベック、白水社、エクス・リブリス)） 2021.7